# Балахна (городской округ Перевозский)
Балахна́ — деревня в Перевозском районе Нижегородской области России. Входит в состав Ичалковского сельсовета.

## География
Деревня располагается на правом берегу реки Пьяны.

## Население
| 2002 | 2010 |
| ---- | ---- |
| 24   | ↘23  |

## Инфраструктура
Личное подсобное хозяйство.

## Транспорт
Просёлочная дорога.